# Lebinthus bifasciatus
Lebinthus bifasciatus är en insektsart som beskrevs av Lucien Chopard 1951. Lebinthus bifasciatus ingår i släktet Lebinthus och familjen syrsor. Inga underarter finns listade i Catalogue of Life.